# Seznam osebnosti iz Občine Bovec
Seznam osebnosti iz Občine Bovec vsebuje osebnosti, ki so se tu rodile, delovale ali umrle.
Občino sestavlja deset naselij, in sicer Bavšica, Bovec, Čezsoča, Kal - Koritnica, Lepena, Log Čezsoški, Log pod Mangartom, Plužna, Soča, Srpenica, Strmec na Predelu, Trenta, Žaga, Zavrzelno.

## Religija
- Alojz Filipič, duhovnik (1888 Ravnica, Nova Gorica – 1963 Šempeter pri Gorici)
- Anton Cibič, duhovnik (1832 Podsabotin – 1906 Črniče)
- Anton Červ, duhovnik, zgodovinar (1846 Koritnica, Tolmin – 1891 Koritnica, Tolmin)
- Anton Češornja, duhovnik, kaplan (1897 Breginj – 1959 Drežnica)
- Anton Gregorčič, duhovnik, politik, kulturni delavec (1852 Vrsno – 1925 Gorica, Furlanija - Julijska krajina, Italija)
- Bannes, duhovnik, pridigar (1755 Kobarid – 1804 Vipava)
- Božo Kjačič, kaplan (1902 Dolenja Mersa, Sveti Lenart, Škofja Loka – 1959 Sveti Lenart, Škofja Loka)
- Franc Kralj, duhovnik (1929 Lig, Kanal ob Soči)
- Ivan Stibiel, duhovnik (1821 Vrtovin – 1869 Pittsburgh, Združene države Amerike)
- Ivo Juvančič, duhovnik, narodni in kulturni delavec, zgodovinar, publicist (1899 Bovec – 1985 Ljubljana)
- Josip Fon, duhovnik (1879 Vrsno – 1956 Jesenice)
- Matija Kravanja, duhovnik (1832, Bovec – 1903 Gorica)
- Valentin Kragelj, duhovnik (1866 Most na Soči)
- Venčeslav Černigoj, duhovnik (1931 Ajdovščina)
- Viktor Kos, kaplan, dekan (1899 Podmelec, Tolmin – 1987 Šempeter pri Gorici)

## Umetnost

### Arhitektura, slikarstvo in fotografija
- Andrej Košič, slikar (1933 Rupa pri Mirnu)
- Boris Božič, slikar (1952 Rieti, Italija)
- Branko Žnideršič, gradbenik (1911 Matenja vas – 1999 Ljubljana)
- Ivan Primožič, slikar, restavrator (1898 Srpenica, Bovec – 1971 Šempeter pri Novi Gorici)
- Ivo Spinčič, arhitekt (1903 Opatija, Hrvaška – 1985 Ljubljana)
- Jaroslav Černigoj, arhitekt (1905 Bovec – 1989 Maribor)
- Matija Bradaška, slikar, rezbar (1852 Lučine – 1915 Kranj)
- Mihael Štrukelj, gradbeni inženir (1851 Log pod Mangartom, Bovec – 1923 Helskinki, Finska)
- Miroslav Črnivec, geodet (1930 Bjelovar - 1997 Bovec)
- Nika Kravanja, krajinska oblikovalka (1942 Bovec)
- Silvester Komel, slikar (1931 Rožna Dolina – 1983 Rožna Dolina)
- Simon Ogrin, slikar (1851 Vrhnika – 1930 Vrhnika)
- Sonja Vončina, slikarka (1918 Dunaj, Avstrija – 2011 Ljubljana)
- Stanka Komac, slikarka (1920 Bovec)
- Veselka Šorli Puc, slikarka (1949 Kranj – 2017 Krajna vas na Krasu)
- Fedja Kladvora, arhitekt in politik (1940 Ljubljana), otroštvo preživel v Bovcu

### Gledališče, film in glasba
- Ado Klavora, učitelj, režiser, igralec (1930 Bovec – 1980 Kranj)
- Ambrož Čopi, skladatelj, dirigent (1973 Bovec)
- Franc Danijel Fajgelj, glasbenik, skladatelj (1873 Tolmin – 1895 Srpenica, Bovec)
- Ignacij Zupan, izdelovalec orgel (1853 Krope – 1915 Kamna Gorica)
- Marjan Bevk, gledališki režiser (1951 Ljubljana – 2015 Ljubljana)
- Oskar Zornik, operni pevec (1922 Čezsoča – 1994 Maribor)

### Književnost
- Anton Ocvirk, literarni teoretik in kritik, komparativist, esejist, urednik (1907 Žaga, Bovec – 1980 Ljubljana)
- Anton Stres, planinski pisec (1871 Bovec – 1912 Ljubljana)
- Danilo Viher, pesnik, pedagog (1912 Bovec – 1971 Jesenice)
- Darko Komac, pesnik, prevajalec, igralec (1946 Bavšica, Bovec)
- Franc Kavs, narodni delavec, časnikar (1913 Čezsoča - 1970 Trst)
- Oskar Hudales, pisatelj, prevajalec in učitelj (1905 Žaga - 1968 Maribor)
- Vladimir Koch, dramaturg, publicist, filmski zgodovinar, scenarist, prevajalec (1912 Log pod Mangartom - 1987 Ljubljana)
- Zoran Hudales, pesnik, pisatelj in dramatik (1907 Bovec – 1982 Izola)

## Pravo in politika
- Andrej Melihen, vodja upornikov (1892 Srpenica, Bovec – 1918 Radgona)
- Andrej Stergulc, župan (1927 Bovec – 2002 Bovec)
- Anton Gorjup, politik, sodnik (1812 Kanalski Vrh – 1883 Gorica, Furlanija - Julijska krajina, Italija)
- Avgust Jakopič, pravnik in politik (1848 Gorica – 1924 Trst, Italija)
- Feliks Pino-Friedenthal, prevajalec, politik (1826 Dunaj – 1906 Šentrupert pri Velikovcu)
- Ferdo Kravanja, tigrovec in partizan (1912 Čezsoča – 1944 Paljevo pri Plavah oz. Desklah)
- Franc Uršič, partizanski borec (1920 Kobarid – 1945 Trst, Italija)
- Ignacij Kovačič, deželni poslanec (1839 Most na Soči – 1914 Most na Soči)
- Ivan Ivančič, tigrovec (1913 Čezsoča - 1941 Opčine)
- Ivan Kenda, posestnik in župan (1877 Bovec – 1936 Bled)
- Ivan Likar, partizanski borec (1921 Log pod Mangartom – 1991 Kobarid)
- Josip Devetak, politik, župan, podjetnik (1825 Tolmin – 1899 Tolmin)
- Josip Fabiani, politik, uradnik (1805 Kobdilij – 1882 Štanjel)
- Jože Kuk, vojak (1922 Bovec – 1948 Log pod Mangrtom)
- Karel Lavrič, politik, narodni buditelj (1818 Prem – 1876 Gorica, Furlanija - Julijska krajina)
- Maks Vogrin, vojaški častnik (1899 Črešnjevec pri Slovenski Bistrici – 1985 Gradec, Avstrija)
- Matija Jonko, deželni poslanec (1825 Loka, Črnomelj – 1902 Bovec)
- Mihael Toroš, cerkveni pravnik, narodni delavec (1884 Medana – 1963 Nova Gorica)
- Milan Bogataj, študent in partizan (1920 Sežana - 1943 Otalež)
- Milan Klemenčič, uradnik, slikar (1875 Solkan – 1957 Ljubljana)
- Miloš Šulin, javni delavec (1921 Bovec – 2003 Idrija)
- Miroslav Premrou, notar, zgodovinar (1871 Gorica, Furlanija - Julijska krajina, Italija – 1944 Gorica, Furlanija - Julijska krajina, Italija)
- Stanislav Ivančič, fotograf, partizan, politični komisar (1911 Bovec - 1944 Dovje)
- Zorko Jelinčič, narodni delavec in organizator (1900 Log pod Mangartom - 1965 Trst)

## Humanistika in znanost
- Alojz (Lojz) Kraigher, zdravnik, pisatelj (1877 Postojna – 1959 Ljubljana)
- Andrej Arko, urednik, prevajalec (1947 Maribor)
- Edvard Marius Huber, zdravnik (1880 Cres, Hrvaška – 1963 Lužnice, Italija)
- Janez Dolenc, slavist, narodopisec, domoznanec (1926 Četena Ravan, Poljanska dolina – 2012 Tolmin)
- Jože Abram, literat, prevajalec, društveni delavec (1875 Tupelče – 1938 Ljubljana)
- Maks Komac, urednik (1907 Bovec)

## Šolstvo in šport
- Andrej Gabršček, učitelj, časnikar, politik (1864 Kobarid – 1938 Ljubljana)
- Annibale Flori, italijanski nogometaš (1896 Italija - 1917 Bovec)
- Blaž Cof, kanuist na divjih vodah (1991 Ljubljana)
- Dušan Mravlje, maratonec (1953 Tržič)
- Franjo Klavora, šolnik, prosvetni delavec (1899 Bovec – 1990 Šempeter pri Gorici)
- Hinko Klavora, učitelj (1878 Trst, Italija – 1969 Ljubljana)
- Hinko Wilfan, šolnik, publicist (1908 Ljubljana - Vevče – 1996 Ljubljana)
- Lojze Sočan, profesor (1938 Soča pri Bovcu)
- Lucy Christalnigg, nemška plemkinja, grofica, dirkalna voznica in odbornica Rdečega križa (1872 Klingenstein - 1914 Srpenica)
- Matija Leban, učitelj (1750 – 1800)
- Stane Žagar, pedagoški delavec (1896 Žaga, Bovec – 1942 Mali rovt, Škofja Loka)
- Stojan Pretnar, profesor, pravnik (1909 Bovec – 1999 Ljubljana)
- Viktor Jereb, učitelj, šolnik (1904 Cerkno – 1984 Cerkno)

### Gorski vodniki
- Andrej Komac, gorski vodnik (1853 Trenta - 1908 Huda raven pod Vršičem]])
- Anton Kravanja, gorski vodnik (1899 Trenta - 1953 Trenta)
- Anton Tožbar, kmet, cerkovnik in gorski vodnik (1835 Log pri naselju Trenta - 1891)
- Anton Tožbar mlajši, gorski vodnik (1874 Trenta - 1952 Trenta)
- Franci Teraž, gorski tekač (1962 Jesenice)
- Jože Komac, gorski vodnik (1862 Trenta - 1939 Trenta)

## Osebnosti, ki so v kraju pustile sled
- Andrej Trebše, učitelj  (1735 – 1821), ustanovitelj gasilskega društva na Srpenici
- Jakov Brdar, kipar (1949 Livno, Bosna in Hercegovina), izdelovalec spomenika Jamesa Joycea
- Janko Furlan, publicist, gospodarski organizator (1888 Mavhinje – 1967 Nabrežina, Italija), predavatelj o Bovcu
- Hijacint Jussa, slikar (1950 Čedad), razstava v Bovcu
- Marjan Bežan, arhitekt, urbanist (1951 Murska Sobota – 2017), zasnovalec Alpskega turističnega Bovec
- Sergij Vilfan, pravni zgodovinar (1919 Trst, Italija – 1996 Ljubljana), predstavnik folkloristov, povzel etnografske pojave ob stikališču raznorodnih jezikovnih skupin
- Simon Harwath, hotelir [[1866 Srpenica - 1942 ?))
- Valens Vodušek, etnomuzikolog (1912 Ljubljana – 1989 Ljubljana), napisal Zbornik 18. kongresa jugoslovanskih folkloristov
- Vladimir Alojz Klanjšček, slikar (1944 Števerjan), razstava v Bovcu

## Častni občaniObčine Bovec
- Anton Bozja, gasilec (1934 Mali Lipoglav, Ljubljana )
- Anton Toni Prijon, kajakaš  (1929 Gorica, Italija – 2016 Bovec)
- Dane Škerl, skladatelj, dirigent (1931 Ljubljana– 2002 Bovec)
- Danijel Ciril Durjava
- Danijel Krivec, politik in poslanec (1965 Srpenica, Bovec)
- Dimitrije Mitja Lavrič, (1934 Ljubljana)
- Ivan Gaberšček, zobozdravnik (Ljubinj, Tolmin – 2019 Bovec)
- Jaka Čop, fotograf (1911 Jesenice – 2002 Jesenice)
- Martin Konings, nizozemski politik (1929 Maastricht, Nizozemska – 2020 Maastricht, Nizozemska)
- Robert Trampuž, župan (1950 Bovec – 2019 Bovec)
- Spasoje Papić, slikar (1928 Molovin, Srbija – 2017 Beograd, Srbija)
- Vasja Klavora, politik, poslanec, zgodovinar in kirurg (1936 Ljubljana)